# 산내 분기점
산내 분기점(山內分岐點, Sannae Junction, 산내JC)은 대전광역시 동구 산내동에 설치된 통영대전고속도로와 대전남부순환고속도로가 만나는 분기점이다. 이곳부터 비룡 분기점까지는 통영대전고속도로와 대전남부순환고속도로가 중첩된다. 이 분기점을 통해 통영대전고속도로와 대전남부순환고속도로가 분기된다.

## 연혁
- 2000년 12월 22일 : 대전남부순환고속도로 판암 나들목 ~ 서대전 분기점 구간, 대전통영고속도로 판암 나들목 ~ 무주 나들목 구간 개통과 함께 영업 개시[1]

## 구조물 정보
- 위치: 대전광역시 동구 산내동

## 접속하는 노선

### 통영 나들목방면
- 통영대전고속도로 (20번)

### 비룡 분기점방면
- 통영대전고속도로 (20번), 대전남부순환고속도로 (4번) (중첩구간)

### 서대전 분기점방면
- 대전남부순환고속도로 (4번)